# Додда у
Додда у (канн. ದೊಡ್ಡ ಊ - большое у), дирга свара у, укараву (канн. ಊಕಾರವು) — буква алфавита каннада, обозначает долгий огубленный гласный заднего ряда верхнего подъёма, используется в начале слова, внутри слова передаётся с помощью внутристрочного сварачихнама (диакритического знака) комбу дирга  ೂ . Комбу пишется после буквы.
- Комбу дирга